# Елена из Кэрнарфона
Елена (валл. Elen Luyddog, англ. Helen of the Hosts; IV век) — валлийская святая.  День памяти — 22 мая.
Святая Елена, известная в валлийской традиции как Елена из Кэрнарфона (Saint Helen of Caernarfon), основала в Уэльсе много церквей, за что почитается там святой. Была дочерью легендарного верховного короля бриттов Эйдава Старого и женой Максена (Macsen), иначе известного как Магн Максим, императора Римской Британии, Галлии и Испании.

## Биография
Святая Елена была матерью пятерых детей, включая мальчика по имени Кистеннин, иначе - Константин. Она жила шестьюдесятью годами позже святой Елены, матери святого Константина Великого, с которой её иной раз путали в прежние времена. Она считается покровительницей Лланелана (Llanelan) на западе полуострова Гауэр и храма в Пениса'р-ваун, что неподалёку от Карнарвона. Вместе  со своими сыновьями Кистеннином и Пеблигом, именуемым Публиком в календаре Валлийской церкви, она, по преданию, ввела в Уэльсе Кельтское правило (Celtic Christianity) монашеского жития, пришедшее из Галлии. Святой Григорий Турский и Сульпиций Север сообщают, что Максим и его супруга встретили святого Мартина Турского, когда были в Галлии.
Елена была второй женой Магна Максима, неизвестно был ли Евгений её сыном, или же её первенцем был Антоний Донаций Грегорий. Также у неё было две дочери Грациана (род.367г., муж - Тудвал) и Севера (род.370г., муж - Вортигерн)